# Giordano Orsini di Monterotondo
Giordano Orsini (1525 – Brescia, 26 settembre 1564) è stato un condottiero italiano, appartenente al ramo della famiglia Orsini di Monterotondo.

## Biografia
Era figlio di Valerio Orsini (1504 - 1550), duca di Ascoli, conte di Nola, signore di Monterotondo e di Forino, e a sua volta anch'egli condottiero e uomo d'armi.
Nel 1547 entrò al servizio di Cosimo I de' Medici, duca di Firenze, che lo nomina Governatore di Pisa e della flotta medicea. Nell'estate dello stesso anno Cosimo gli affida l'incarico di reclutare circa mille fanti da inviare come truppa di rinforzo a sostegno del viceré di Napoli Pedro di Toledo, il quale, nel tentativo di introdurre l'Inquisizione spagnola a Napoli, aveva suscitato una sommossa capeggiata dalla nobiltà terriera, costringendo l'imperatore Carlo V a inviare rinforzi per sedare la rivolta.
Nel 1548 gli viene assegnato il delicato incarico di ambasciatore a Torino al cospetto del sovrano francese Enrico II.

### Guerra contro i corsari
Nell'aprile del 1550 Giordano Orsini ha l'occasione di mostrare tutto il suo valore al seguito della flotta navale dell'imperatore Carlo V, salpata alla volta dell'Africa settentrionale, per porre d'assedio la roccaforte del temibile corsaro ottomano Dragut.
Imbarcatosi a Livorno al comando di una galea, l'Orsini si unisce alla flotta imperiale guidata da Andrea Doria. Tuttavia il rapporto con i suoi alleati spagnoli non fu dei migliori, trovandosi spesso in forti contrasti con Garcia di Toledo, cognato di Cosimo de' Medici e figlio di Pedro di Toledo, nonché comandante della fanteria da sbarco della flotta imperiale.
Nel maggio 1550 la flotta si spostò a Civitavecchia per collegarsi con il contingente del viceré di Sicilia Don Juan de Vega. Dopo un ulteriore scalo a Napoli, nel quale l'Orsini ebbe un forte diverbio con Garcia di Toledo, la flotta salpò alla volta della roccaforte dei corsari ottomani, Monastir in Tunisia. Durante l'assedio della rocca, l'Orsini ebbe il compito di guidare le operazioni di sbarco dei pezzi d'artiglieria. Conquistata la città tunisina, la flotta guidata dal Doria salpò alla volta di Mahdia, principale roccaforte del corsaro Dragut, il quale aveva lasciato a difesa della città suo nipote Hisar Rais.
Raggiunta Mahdia nel mese di luglio, l'Orsini ebbe l'incarico di assaltare la fortezza della città, in collaborazione il condottiero italiano Astorre Baglioni. Entrando nuovamente in contrasto con gli spagnoli, l'Orsini e il Baglioni abbandonarono il campo e vennero presi d'assalto, insieme ad altri mercenari romani e fiorentini da alcuni guerrieri berberi. Pur scampato dall'agguato grazie al soccorso prestato dal Baglioni, il condottiero italiano venne ferito gravemente ad un braccio da un colpo di lancia dopo essere stato disarcionato da cavallo. Dopo una breve convalescenza, in agosto, fu a capo di una spedizione a Napoli, per reclutare mille fanti e caricare venti cannoni per l'assedio di Monastir, ma anche in questo frangente deve scontrarsi con l'animosità degli spagnoli. Fatto ritorno in Tunisia, concorre alla vittoria contro la roccaforte ottomana, che tuttavia non lo salvano dall'astio e dall'odio degli spagnoli.
Mentre è di ritorno in Italia, viene avvertito da un ambasciatore fiorentino che Francesco d'Este ha messo su di lui una taglia per la presunta uccisione di un suo parente, Orazio Brancadori di Fermo. Deciso a sfuggire alla cattura, l'Orsini evita di fare scalo a Napoli e fugge nascondendosi su una piccola imbarcazione mercantile che lo porterà fino a Livorno. Da qui, in dicembre, si trasferisce prima a Roma e poi in Francia, dove vivrà sempre in clandestinità.

### Al servizio del re di Francia
Ripudiato e licenziato da Cosimo I de' Medici, l'Orsini, disgustato per il trattamento subito,  decise di passare nel 1551 al servizio della corona di Francia, per la quale partecipò in Emilia in soccorso di Ottavio Farnese, alleatosi con Enrico II per contrastare il tentativo delle armate di Carlo V di conquistare il Ducato di Parma e Piacenza. Partecipò all'assedio della Mirandola, che avrebbe portato alla disfatta delle truppe di Carlo V.
Sempre al servizio del re di Francia ebbe l'occasione di vendicarsi dei torti subiti dagli spagnoli e dai loro alleati seguendo il condottiero Piero Strozzi, nemico acerrimo di Cosimo I de' Medici, nella sua campagna in difesa di Siena, minacciata dal duca di Firenze. Giunto nella città toscana alla guida di 4.500 fanti, alla notizia dell'arrivo del nemico dalla Val di Chiana si portò con 500 dei suoi uomini in difesa di Pienza, che però decise di abbandonare per le carenze difensive della cittadina e si spostò a Montalcino con circa 1.500 soldati mercenari, con l'ordine tassativo di respingere l'attacco degli imperiali e dei loro alleati fiorentini. In marzo si asserraglia nella città, posta d'assedio da don Garcia di Toledo e dal condottiero mercenario Alessandro Vitelli con circa 12.000 uomini. Mentre l'Orsini dall'interno fece rafforzare le mura cittadine, gli assedianti costituirono un anello di ben nove fortificazioni intorno alla città, tuttavia ciò non isolò mai completamente gli assediati che continuarono a ricevere armi e vettovaglie dalla vicina Murlo. Il giorno di Pasqua del 1552, un terribile cannoneggiamento colpisce le mura di Montalcino, e l'Orsini, durante un consiglio di guerra, viene ferito ad un braccio. Nonostante i pesanti cannoneggiamenti contro le mura e i continui tentativi di infiltrazione e di corruzione, a metà giugno, l'esercito degli assedianti lascia il campo dopo un assedio di circa ottanta giorni.

### Conquista della Corsica
Grazie alla sua impresa nel respingere l'assedio degli imperiali e dei loro alleati, nel 1553 l'Orsini riceve l'incarico di seguire Piero Strozzi nella sua campagna di conquista della Corsica, voluta da Enrico II di Francia, con lo scopo di toglierla ai possedimenti della Repubblica di Genova di Andrea Doria. L'Orsini ha il compito di conquistare la cittadella di San Fiorenzo, costruita dai genovesi come base per la soppressione dei moti indipendentisti sull'isola. Grazie anche all'aiuto di una flotta di corsari turchi, l'Orsini conquista la cittadella e ne fa il suo caposaldo per le operazioni di assalto contro le flotte genovesi. Tuttavia viene ben presto indotto ad abbandonare San Fiorenzo dopo un cruento assedio per terra e per mare portato da Andrea Doria e da Agostino Spinola, durato oltre tre mesi, e il 17 febbraio 1544 è costretto alla resa. Secondo gli accordi di quest'ultima tutti i francesi e i mercenari italiani possono tornare in patria, tranne l'Orsini e un comandante francese, che resteranno ostaggi di Andrea Doria, per un certo periodo di tempo, per essere poi rilasciati con il giuramento di non combattere gli imperiali e i fiorentini per almeno otto mesi.
Nel 1555 l'Orsini fa ritorno nuovamente in Corsica per ordine del re francese che lo volle a capo delle operazioni al posto di Piero Strozzi tornato in Francia. Al comando di circa 4.000 fanti italiani e francesi e 3.000 corsi, l'Orsini riconquista San Fiorenzo e cerca di conquistare Calvi. Ma, nonostante l'aiuto dei cannoni delle navi francesi e di quelle dell'ammiraglio ottomano Piyale Pasha, alleatosi con la Francia per combattere i genovesi, gli attacchi per la  conquista della città vengono vanificati dagli sforzi difensivi di Gianandrea Doria.
Nel 1556 venne chiamato a Roma per ordine del papa con l'ordine di sorvegliare San Lorenzo e la porta Tiburtina con sei compagnie di fanti italiani. Questo compito ebbe però breve durata e già nello stesso anno torna in Corsica per lanciare una nuova offensiva che costringe i genovesi ad arroccarsi a Bastia e Calvi. Tuttavia viene richiamato in Francia a seguito di una tregua stipulata tra Enrico II e il successore di Carlo V, Filippo II di Spagna. La tregua non durerà a lungo e nel 1557 l'Orsini torna in Corsica con la carica di luogotenente e viceré dell'isola. Nel settembre dello stesso anno, dopo una dura campagna contro le fortezze genovesi sull'isola, annuncia pubblicamente a Vescovato che la Corsica appartiene al regno di Francia.
Nel 1559, a seguito della pace di Cateau-Cambrésis, in base ai quali la Corsica doveva essere restituita alla Repubblica di Genova, l'Orsini consegna l'isola ai commissari genovesi e fa rotta in Provenza con al seguito molti soldati mercenari italiani e corsi. In Francia verrà accolto molto benevolmente, ricevendo diversi privilegi e l'investitura dell'Ordine di San Michele.

### Al servizio di Venezia
Nel marzo del 1560, dopo un breve periodo trascorso presso la corte del re, stanco e disgustato del trattamento riservato agli italiani a corte, lascia la Francia e fa ritorno in Italia, dove viene assoldato dalla Repubblica di Venezia. Nel dicembre del 1562 viene nominato dal Consiglio dei Dieci veneziano Capitano generale di fanteria, al comando di 10 caposquadra con una ricompensa di 4.000 ducati l'anno. Nel febbraio 1564 diventa governatore di Brescia, dove morirà nel settembre dello stesso anno, per un incidente che lo vede scaraventato fuori dalla sua carrozza in corsa, dopo aver perso il controllo dei cavalli.